# پرزبری، چشر
پرزبری (به انگلیسی: Prestbury) یک روستا و محله مدنی در بریتانیا است که در چشر شرقی واقع شده‌است. پرزبری ۳٬۴۷۱ نفر جمعیت دارد.